# Geschichte der Juden in Ungarn
Die Geschichte der Juden in Ungarn (bzw. auf dem Gebiet des ehemaligen Königreichs Ungarn) beginnt gemäß jüdischen geschichtlichen Überlieferungen im Frühmittelalter, obwohl archäologische Zeugnisse einer jüdischen Präsenz schon aus römischer Zeit vorliegen. Nach Jahrhunderten einer wechselvollen Geschichte, mit den Verheerungen des Holocaust als Tiefpunkt, ist die Hauptstadt Budapest bis heute ein lebendiges Zentrum jüdischer Kultur.

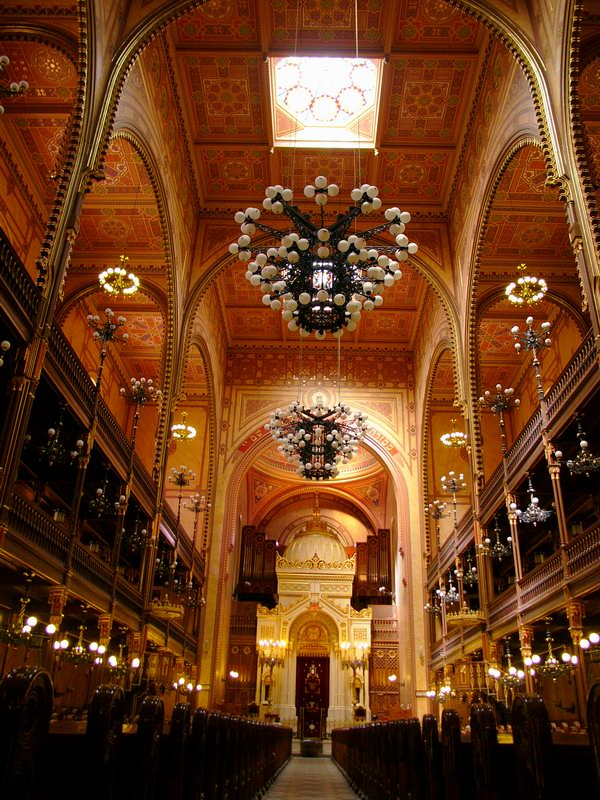
Innenansicht der Großen Synagoge in Budapest

## Geschichte

### Römische Antike

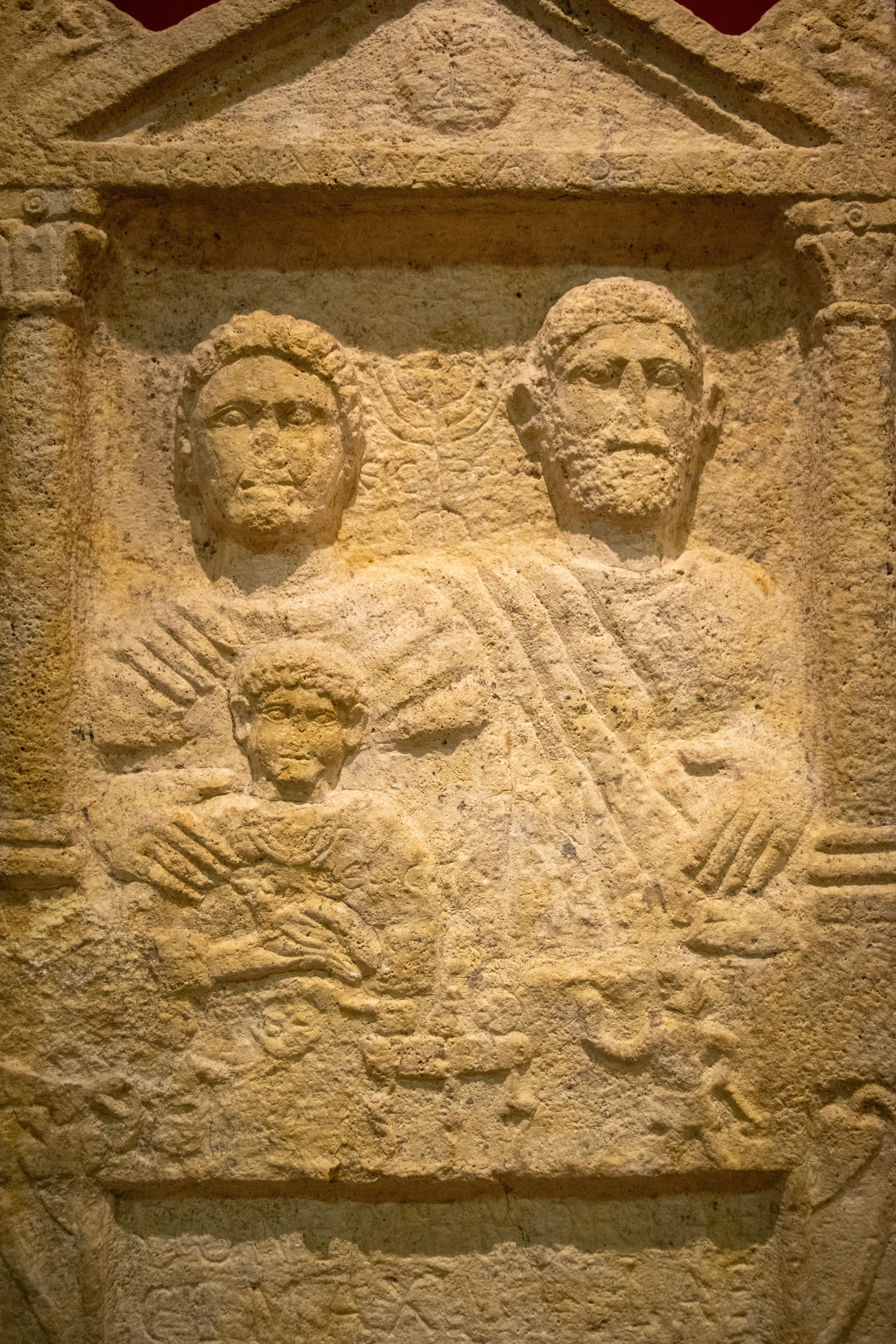
Detail der Grabstele der Claudia Maximilla, welche später durch eine jüdische Familie umgenutzt wurde, wobei auch mehrere Ritzungen von Menorot angebracht wurden (4. Jhdt. n. Chr., Fund aus Albertirsa)

Archäologische Ausgrabungen bezeugen die Präsenz von Juden, die sich im Gefolge der römischen Truppen in den Provinzen Pannonien und Dakien niederließen. Insbesondere durch die in den östlichen Provinzen ausgehobenen Hilfstruppen gelangten Juden an die mittlere Donau. Damit entstanden die ersten Gemeinden und Synagogen. Heute sind vorrangig die von Juden in Auftrag gegebenen inschriftlichen Steindenkmäler als primäre Zeugnisse dieser Zeit zu nennen. Mit dem Untergang der römischen Donauprovinzen während der Völkerwanderung fiel Pannonien nach langen Machtkämpfen höchstwahrscheinlich im Jahr 433 n. Chr. offiziell an die Hunnen, wobei sich Städte wie Sirmium – heute bei Sremska Mitrovica – noch mindestens fast zehn Jahre erfolgreich gegen die neue Herrschaft wehrten und erst erobert werden mussten.
Die Truppen wurden während der Zeit des Prinzipats in Pannonien hauptsächlich entlang der Donaugrenze stationiert. In den zu den Kastellen gehörenden Lagerdörfern, die sich sehr häufig auch zu Handelszentren entwickelten, haben sich die Spuren dieser frühen Juden erhalten. Beispielsweise fand sich 1890 auf dem antiken Gräberfeld in der Flur Bánom bei Esztergom – in römischer Zeit Standort des Kastells Solva – eine rechteckige Inschriftentafel, die zu einem Grabbau gehört hat. Der für einen Iudatus und eine Kassia im 3. Jahrhundert n. Chr. angefertigte Stein erhielt eine einfache Ritzzeichnung des siebenarmigen Leuchters sowie darüber die folgende lateinisch-griechische Inschrift:
Μεμορια Iudati patiri
et μεμορια Κασσιε
εὐλ(ογία)
Die Bevölkerung des Lagerdorfs von Kastell Intercisa – heute Dunaújváros – stammte im 2. und 3. Jahrhundert zu einem nicht unbedeutenden Teil aus orientalisch geprägten Einwohnern, darunter auch Juden. Diese waren mit den hier zeitweilig stationierten Soldaten der im syrischen Homs ausgehobenen Cohors I milliaria Hemesenorum Aurelia Antoniniana sagittaria equitata civium Romanorum (1. teilberittene bogenschießende Doppelkohorte der Hemesaer römischen Bürgerrechts „Aurelia Antoniniana“) nach Intercisa gekommen. Der Zuzug der aus Syrien stammenden Zivilbevölkerung geschah in mehreren Wellen. Den Inschriften und Namen auf den Steindenkmälern nach scheint die orientalische Bevölkerungszahl in der ersten Hälfte des 3. Jahrhunderts die Mehrzahl der Bevölkerung in Intercisa gestellt zu haben. In die Zeit zwischen 222 und 235 datiert von dort eine in der Wissenschaft kontrovers diskutierte Weiheinschrift. Die Inschrift ist von einer Tabula ansata umrahmt und dem Deus Aeternus – dem ewigen Gott – sowie dem Wohlergehen des damals regierenden Kaiser Severus Alexander (222–235) und der Kaisermutter Julia Mamaea gewidmet. Der Dedikant, ein gewisser Cosmius, war als Staatsbeamter Leiter der örtlichen Zoll- beziehungsweise Straßenstation (Praepositus stationis) und möglicherweise als Vorsteher der durch die Inschrift bezeugten Synagoge von Intercisa (Synagoga Iudeorum) tätig. Wie die Inschrift verrät, erfüllte er mit dem Stein ein Gelübde. Die Inschrift ist ein Zeugnis für die Verflechtung von monotheistischem Glauben und Kaiserkult. Archäologisch lässt sich die Synagoge von Intercisa bisher nicht nachweisen. Die Fundamente eines kleinen Apsisgebäudes aus dem 4. Jahrhundert, die sich in der Nähe des antiken Westfriedhofs befinden und heute als Kulturdenkmal geschützt sind, wurden als Kirche interpretiert.

### Im Königreich Ungarn (bis 1540)
Nachrömische jüdische Schriftquellen sind erst wieder aus der zweiten Hälfte des 11. Jahrhunderts überliefert, als sich Juden aus Deutschland, Böhmen und Mähren auf ungarischem Gebiet ansiedelten. 1092 verbot die Kirche im Konzil zu Szabolcs Eheschließungen zwischen Juden und Christen, die Arbeit an christlichen Feiertagen sowie den Kauf von Sklaven. König Koloman schützte die in seinem Territorium wohnhaften Juden am Ende des 11. Jahrhunderts, als sie von einigen Kreuzrittern angegriffen wurden. Bedeutende jüdische Gemeinden entwickelten sich in Städten unter bischöflicher Herrschaft: Buda, Pressburg (das heutige Bratislava, wo erstmals 1251 eine jüdische Präsenz bezeugt ist), Tyrnau und Gran. Nachdem die ungarischen Juden im Laufe des 12. Jahrhunderts bedeutende Positionen im Wirtschaftsleben errungen hatten, ließ König Andreas II. in der Goldenen Bulle von 1222 eine Bestimmung einfügen, wonach die Juden von bestimmten Ämtern und von der Verleihung von Adelstiteln ausgeschlossen wurden. König Béla IV. legte den Status der Juden in einem Privileg von 1251 fest, das sich nach dem Muster ähnlicher Dokumente in den umgebenden Ländern richtete. Als Folge des Kirchenkonzils von Buda 1279 durften Juden kein Land pachten und wurden gezwungen, den Judenring zu tragen. Wegen des Einspruchs des Königs wurden jedoch diese Bestimmungen nicht konsequent angewandt.
Während der Herrschaft von Ludwig dem Großen (1342–1382) wurde der feindliche Einfluss der Kirche in jüdischen Angelegenheiten wiederum vorherrschend. Infolge des Ausbruchs des Schwarzen Todes wurden 1349 erstmals Juden aus Ungarn ausgewiesen. 1360 wurde eine allgemeine Ausweisung verordnet, doch um das Jahr 1364 durften einige Juden unter einschränkenden Bedingungen, z. B. bei der Berufsausübung, zurückkehren. 1365 setzte König Ludwig das Amt des „Judenrichters“ ein, der unter den Magnaten ausgewählt wurde. Seine Aufgaben betrafen jüdische Besitztümer, Erhebung und Einsammlung von Steuern, Vertretung der Juden bei den Behörden und Schutz der Rechte der jüdischen Bevölkerung. König Matthias Corvinus (1458–1490) veranlasste eine Verbesserung des Status der ungarischen Juden und gewährte gleichzeitig den Städten Schutz, deren Bewohner, vornehmlich deutschstämmige Kaufleute und Bankiers, in den Juden gefährliche Konkurrenten sahen.
1494 wurden bei einem Ritualmordprozess in Trnava 16 Juden auf dem Scheiterhaufen verbrannt. Zu Beginn des 16. Jahrhunderts wurden die judenfeindlichen Maßnahmen in Pressburg, Buda und anderen Städten fortgesetzt. Auch die wirtschaftliche Situation der Juden verschlechterte sich: König Ladislaus II. annullierte sämtliche Schulden, die bei jüdischen Gläubigern ausstehend waren. 1515 wurden die Juden unter den direkten Schutz des Kaisers und ungarischen Kronprätendenten Maximilian I. gestellt. In dieser Zeit wurde eine entehrende Form des Judeneides eingeführt, der vor Gericht zu leisten war und bis Mitte des 19. Jahrhunderts Gültigkeit hatte.
In der Mitte des 14. Jahrhunderts befand sich die bedeutendste ungarische jüdische Gemeinde in Székesfehérvár (dt. Stuhlweißenburg), deren Gemeindevorsitzende („Parnasim“) die übrigen Gemeinden in ganz Ungarn verwalteten. Im Laufe des 15. Jahrhunderts gewann die Gemeinde in Buda an Bedeutung, als jüdische Flüchtlinge aus anderen Ländern sich dort niederließen. Über das geistige Leben der ungarischen Juden im Mittelalter ist wenig bekannt; es wird jedoch angenommen, dass es wegen der zerstreuten Lage der Gemeinden und der kleinen Mitgliederanzahl im Vergleich zu den Nachbarländern unbedeutend war. Der erste Rabbiner, dessen Ruf sich über Ungarn hinaus erstreckte, war Isaak Tyrnau. Er wirkte zu Beginn des 15. Jahrhunderts und beschreibt in der Einführung zu seinem Sefer ha-Minhagim („Buch der Gebräuche“) das niedrige Niveau des Torastudiums in Ungarn.

### Unter osmanischer Herrschaft (1541–1686)
Nach der ersten zeitweiligen Eroberung von Buda im Jahre 1526 schlossen sich dort viele jüdische Bewohner den Türken auf ihrem Rückzug an. In der Folge bildeten sich im ganzen Balkan Gemeinden von ungarischen Juden. Nachdem Mittelungarn 1541 dem Osmanischen Reich einverleibt worden war, verbesserte sich der Status der dortigen jüdischen Bevölkerung. Die Gemeinde in Buda vergrößerte sich, und auch Sephardim, die früher in Kleinasien und auf dem Balkan gelebt hatten, siedelten sich hier an.
In den habsburgisch beherrschten Gebieten Ungarns verstärkten sich in dieser Zeit die antijüdischen Ausschreitungen. 1529 wurden nach einem Ritualmordprozess in Bazin 30 Juden auf dem Scheiterhaufen verbrannt. Die restlichen wurden, wie auch in Pressburg, Sopron und Trnava, aus der Stadt verwiesen. Die Magnaten im westlichen Ungarn gewährten jedoch den Vertriebenen Schutz.

### In der Habsburgermonarchie (1686–1918)

#### Äußere Entwicklungen
Paul I. Fürst Esterházy nahm die Juden, die 1670 von Leopold I. aus Wien vertrieben worden waren, im Burgenland auf, wo den neu gegründeten Siebengemeinden 1690 ein Privileg gewährt wurde. In Siebenbürgen war der Status der Juden 1623 durch den protestantischen Herrscher Gábor Bethlen festgelegt worden.
Maria Theresia, die von 1740 bis 1780 regierte, war den Juden ungünstig gesinnt. 1744 wurde erstmals eine jährlich zu entrichtende „Toleranzsteuer“ von 20.000 Gulden erhoben, die sich laufend erhöhte und zu Beginn des 19. Jahrhunderts den Betrag von 160.000 Gulden erreichte. Unter der Herrschaft von Maria Theresias Sohn Joseph II. verbesserte sich die Situation etwas, als im Jahre 1783 in einem Toleranzpatent den jüdischen Untertanen der Aufenthalt in königlichen Städten gestattet wurde. Mit dem Beginn des 18. Jahrhunderts begann die Bildung des modernen ungarischen Judentums, als zahlreiche Juden nach Ungarn einwanderten.
Während in der Volkszählung von 1735 11.612 Juden gezählt wurden, von denen ein Großteil aus Mähren und ein weiterer Teil aus Polen stammte, gab es 1787 in Ungarn etwa 81.000 Juden.
Die Diskussion um die Erteilung der Grundrechte an die jüdische Bevölkerung begann in Ungarn in den 1830er Jahren. Nachdem sich zahlreiche Juden an der fehlgeschlagenen Revolution von 1848 beteiligt hatten, erhob die österreichisch-ungarische Regierung eine Kollektivstrafe von 2,3 Millionen Gulden, die später auf eine Million reduziert und 1856 in Form eines Fonds für Schulen und wohltätige Einrichtungen zurückerstattet wurde. Die meisten Einschränkungen – Verpflichtung zum Judeneid, Notwendigkeit einer Eheerlaubnis, Verbot des Landbesitzes und andere – wurden 1859–60 aufgehoben und den Juden die Gewerbefreiheit sowie die Freizügigkeit gewährt.
Kurz nach dem Ausgleich von 1867 wurde das Gesetz über Judenemanzipation am 20. Dezember 1867 im Parlament ohne nennenswerte Opposition angenommen. In diesem Zeitraum war ein bedeutender Zuwachs der jüdischen Bevölkerung in Ungarn zu verzeichnen, der sowohl auf Geburtenüberschuss als auch auf Zuwanderung aus benachbarten Regionen, vor allem aus Galizien, beruhte.
Nachdem im Jahr 1850 340.000 Juden gezählt wurden, stieg ihre Zahl bis 1869 auf 542.000 und bis 1910 auf 910.000 Personen.
Bei der Entwicklung der kapitalistischen Wirtschaft Ungarns in der zweiten Hälfte des 19. Jahrhunderts spielten Juden eine bedeutende Rolle. Vor dem Ersten Weltkrieg stellten sie 55–60 % der landesweiten Gesamtanzahl der Kaufleute, 45 % der Unternehmer, 42 % der Journalisten, 45 % der Juristen und 49 % der Mediziner. Andererseits waren in der öffentlichen Verwaltung nur wenige Juden angestellt. Die Identifizierung der ungarischen Juden mit dem magyarischen Element des ungarischen Königreichs hatte politische Folgen: 1895 erhielt das Judentum offizielle Anerkennung und genoss die gleichen Rechte wie der Katholizismus und der Protestantismus. Dieses Gesetz wurde trotz erheblichen Widerstandes seitens der katholischen Kirche und der verbündeten Magnaten angenommen, welche zuvor die Ratifizierung dreimal verschoben hatten.
Unter der Führung des Parlamentsabgeordneten Győző Istóczy entwickelte sich der politische Antisemitismus seit der Mitte der 1870er Jahre zu einem ideologischen Trend. Einen Höhepunkt erfuhr diese Entwicklung mit der Affäre von Tiszaeszlár 1882, in der mittelalterliche Ritualmordanschuldigungen wiederholt wurden. Obwohl sämtliche Angeklagten freigesprochen wurden, beruhigte sich die Lage nicht. Um die Jahrhundertwende wurde die Katholische Volkspartei zum Hauptträger des Antisemitismus. Als ihre Hauptaufgabe sah sie die Bekämpfung vorgeblicher antichristlicher und zersetzender Ideen, insbesondere Liberalismus und Sozialismus. Auch unter den nationalen Minderheiten, besonders den Slowaken, war Antisemitismus weit verbreitet. Dies beruhte vor allem darauf, dass sich die ungarischen Juden in hohem Maße mit der nationalistischen Magyarisierungspolitik identifizierten.
Im Ersten Weltkrieg fielen etwa 10.000 Juden als Soldaten. Gleichzeitig verstärkte sich nach dem verlorenen Krieg die antijüdische Stimmung aufgrund der Anwesenheit zahlreicher Flüchtlinge aus dem von Russland besetzten Galizien sowie der aktiven Beteiligung von Juden an der Kriegswirtschaft.

#### Interne Entwicklungen

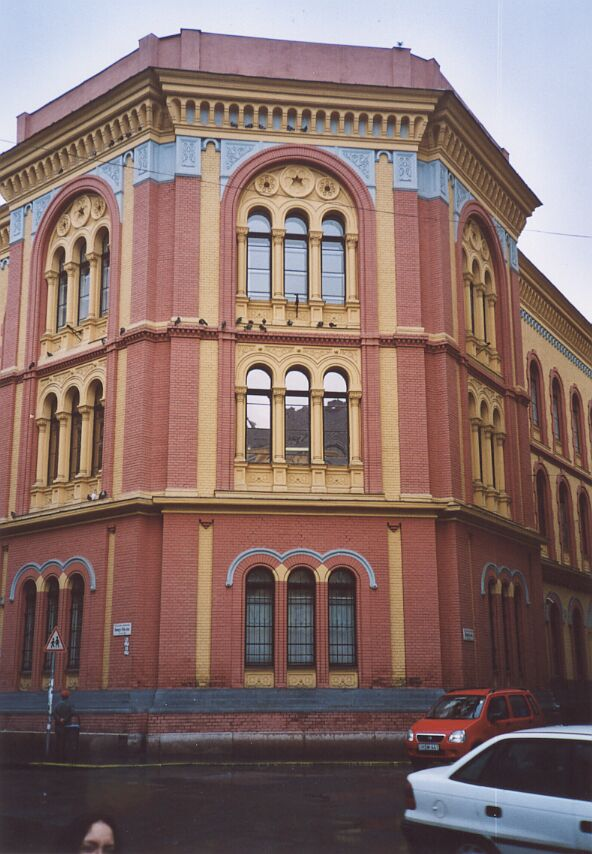
Rabbinerseminar von Budapest

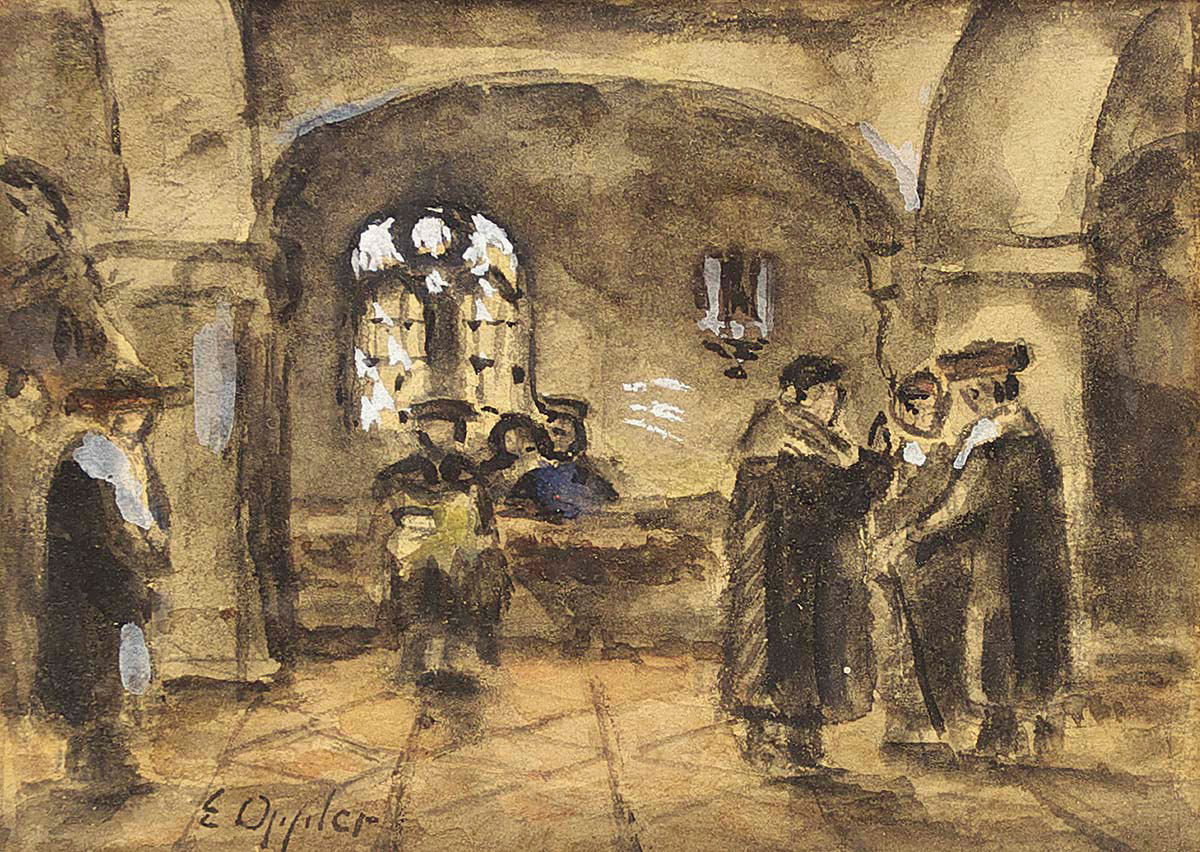
„In einer Synagoge in Ungarn“, aquarellierte Zeichnung von Ernst Oppler

Zu Beginn des 19. Jahrhunderts waren die ungarischen Juden bezüglich ihrer sprachlichen und kulturellen Herkunft dreigeteilt: Im so genannten „Oberland“ – dem heutigen Burgenland und der Slowakei westlich der Tatra – sprachen sie Deutsch oder Westjiddisch, im „Unterland“ – der Slowakei östlich der Tatra, in der Oblast Transkarpatien und in Nordsiebenbürgen – sprachen sie Ostjiddisch, und die überwiegende Mehrheit der Juden in Mittelungarn sprach Ungarisch. Bei der Klassifizierung der Einwohner nach Nationalitäten bezeichnete sich der Hauptteil der ungarischen Juden als Ungarn. Da im Gegensatz zu anderen mittel- und osteuropäischen Staaten (Polen, Tschechoslowakei, Sowjetunion) keine jüdische Nationalität vorgesehen war, wurden die Juden in den Machtkampf zwischen der herrschenden ungarischen Nation und den nationalen Minderheiten hineingezogen.
Ein wichtiges Element in der internen Entwicklung des 19. Jahrhunderts stellte die Auseinandersetzung zwischen Orthodoxen und Reformbewegungen dar. Unter der Leitung von Rabbiner Moses Sofer wurde Pressburg zu Beginn des 19. Jahrhunderts ein geistiges Zentrum der Orthodoxie, und die dortige Jeschiwa zur bedeutendsten ihrer Art in Mitteleuropa. Weitere bedeutende Jeschiwot befanden sich in Galanta, Eisenstadt, Pápa, Huszt und Szatmárnémeti, wo die chassidische Satmarer Bewegung entstand. Der Chassidismus fand im Nordosten Ungarns zahlreiche Anhänger und stieß dort auf keinen nennenswerten Widerstand seitens der Rabbiner. Chassidische Zentren befanden sich außerdem in Satoraljaujhely, Máramarossziget und Munkács in der Karpatenukraine. Auch die Zaddikim aus Belz und Zans (Nachfolger von Chaim Halberstam) fanden in Ungarn zahlreiche Anhänger.
Auf der liberalen Seite entwickelte sich seit den 1830er Jahren die Bewegung der Haskala. Erste führende Vertreter von Reformen waren hier Aaron Chorin und Leopold Löw. Die Reformbewegung, die in Ungarn seit dem 19. Jahrhundert als Neologie bezeichnet wird, fand hier keine extremen Vertreter, doch der Wunsch nach Einführung von moderaten Neuerungen im Erziehungswesen und im religiösen Leben trug Früchte und stieß in orthodoxen Kreisen auf heftigen Widerstand. Die Polemiken zwischen Orthodoxen und Reformern waren ein zentraler Bestandteil anlässlich des Allgemeinen Jüdischen Kongresses, der 1868 von der Regierung einberufen wurde. Als Folge des Kongresses ergab sich eine dreifache Spaltung in orthodoxe Gemeinden, Neologie-Gemeinden und so genannte Status-quo-Gemeinden, die sich keiner der beiden Seiten anschlossen.
Der politische Zionismus wurde durch den in Budapest geborenen und aufgewachsenen Theodor Herzl entscheidend geprägt. Die nationalen Ideale der zionistischen Bewegung fanden jedoch nur bei einigen Akademikern und Orthodoxen Anklang, während sowohl Orthodoxe als auch Neologen, die sich um Assimilation bemühten, sich mehrheitlich und eindeutig dagegen stellten.
Der Aufschwung im 19. Jahrhundert führte vor allem in der Hauptstadt Budapest zu einer regen Bautätigkeit. 1859 wurde die Große Synagoge in der Dohánystraße eingeweiht; sie ist bis in die Gegenwart die größte Synagoge Europas. Aus dem 1877 eröffneten Budapester Rabbinerseminar gingen viele bedeutende Rabbiner hervor.

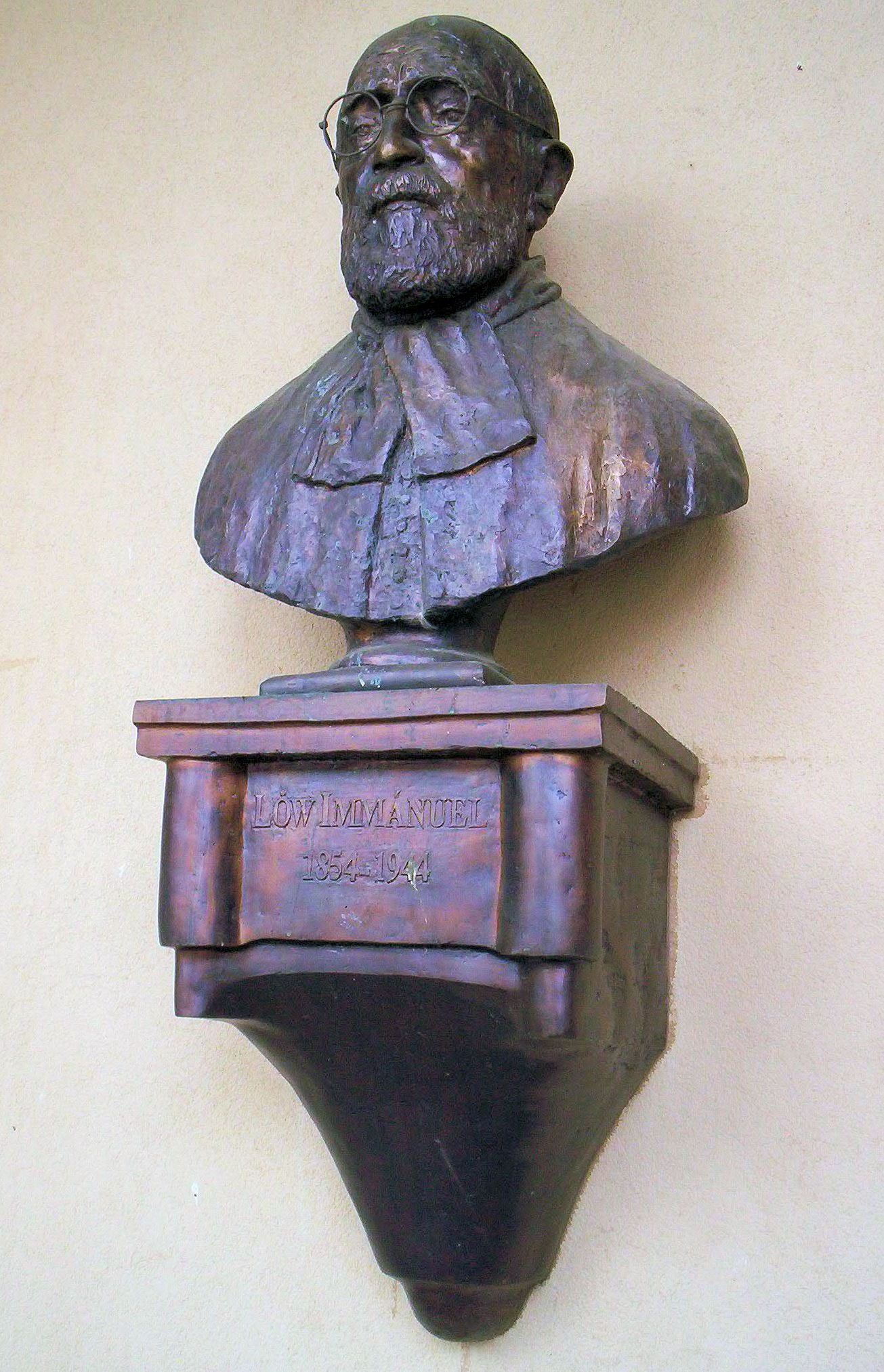
Immanuel Löw (1854–1944), Rabbiner in Szeged und ungarischer Parlamentsabgeordneter

### Zwischen den Weltkriegen (1919–1940)
In der Periode zwischen den beiden Weltkriegen durchlief das ungarische Judentum bedeutende Änderungen. Ungarn hatte infolge des Friedens von Trianon 63 Prozent seines Territoriums an die umliegenden Staaten verloren. Die Zahl der ungarischen Juden verminderte sich dadurch um die Hälfte: 1920 lebten in Ungarn 470.000 Juden. In den Zwanziger- und Dreißigerjahren war ein weiterer Rückgang sowie eine Überalterung zu verzeichnen. Da die großen orthodoxen Zentren aus der Zeit vor dem Ersten Weltkrieg nun nicht mehr zu Ungarn gehörten, lebten über die Hälfte der ungarischen Juden im Großraum Budapest.
In der kurzlebigen Räterepublik unter Béla Kun waren in leitenden Regierungsstellen zahlreiche Juden vertreten. Nach der Niederschlagung der kommunistischen Revolution waren zahlreiche antijüdische Gewaltakte zu verzeichnen. Der „Weiße Terror“ forderte in Ungarn schätzungsweise 3000 Todesopfer.
Nach der Stabilisierung der politischen Situation nahmen die Gewaltakte ab, doch die Regierung verfolgte weiterhin eine antisemitische Politik. 1920 wurde ein Numerus clausus festgelegt, wonach die Anzahl Juden an Hochschulen nicht mehr als fünf Prozent betragen durfte. Die Situation verbesserte sich ab 1921, als István Bethlen Ministerpräsident wurde und dieses Amt bis 1931 innehatte. 1928 wurden die Numerus-clausus-Bestimmungen abgeschwächt, und im selben Jahr wurden der Reformrabbiner Immanuel Löw sowie der orthodoxe Rabbiner Koppel Reich als Vertreter im Oberhaus des Parlaments ernannt.
In den späten 1930er Jahren verschärfte sich unter dem wachsenden Einfluss rechtsstehender Kreise sowie deutscher Nationalsozialisten die antijüdische Politik. 1938 und 1939 wurden zwei „Judengesetze“ erlassen, welche den Anteil der Juden in geistigen Berufen, in der Verwaltung sowie in Handel und Industrie zunächst auf 20 Prozent und später bis auf fünf Prozent reduzierten; auch ihre politischen Rechte wurden dabei eingeschränkt.

### Zweiter Weltkrieg unter ungarischer Herrschaft (1940–1944)
Siehe auch: Ungarn im Zweiten Weltkrieg
Infolge der beiden Wiener Schiedssprüche der Außenminister Hitlers und Mussolinis wurden 1938 die tschechoslowakischen Gebiete der Südslowakei (Felvidék) und Rutheniens (Karpatenukraine) sowie 1940 ein Teil des rumänischen Siebenbürgens Ungarn zugeschlagen, wo insgesamt etwa 300.000 Juden lebten. Weitere 20.000 Juden kamen durch die gemeinsame deutsch-ungarische Besetzung der jugoslawischen Batschka im April 1941 hinzu.
Der erste Massenmord an europäischen Juden im Laufe des Holocaust geschah Ende August 1941. Etwa 23.600 Juden, die hauptsächlich aus den von Ungarn eroberten, ehemals tschechoslowakischen Gebieten stammten und deren Staatsangehörigkeit umstritten war, wurden in das deutsch besetzte Galizien vertrieben und im Massaker von Kamenez-Podolsk von SS-Truppen und deutschen Ordnungspolizisten unter dem Kommando von Friedrich Jeckeln erschossen. Im Januar 1942 wurden etwa 1000 Juden in der Batschka, hauptsächlich in Novi Sad, von Polizeikräften und Soldaten erschossen.
Nachdem Premierminister László Bárdossy im Juni 1941 der UdSSR den Krieg erklärt hatte und Ungarn sich dem deutschen Krieg gegen die Sowjetunion anschloss, wurden bis zu 50.000 Juden, die in Ungarn vom Militärdienst ausgeschlossen waren, als Zwangsarbeiter an die Ostfront geschickt. Nach dem großen Durchbruch der Sowjetarmee bei Rostow am Don im Januar 1943 löste sich die ungarische 2. Armee auf und floh in Panik. Bei diesem Rückzug starben schätzungsweise mindestens 40.000 Juden.
Die Lage der in Ungarn verbliebenen Zwangsarbeiter verbesserte sich nach dem Amtsantritt von Premierminister Miklós Kállay am 10. März 1942. Kállay forderte zwar im April 1942 die „Umsiedlung“ von 800.000 Juden als „Endlösung der Judenfrage“, betonte jedoch, dass dies erst nach dem Kriegsende ausgeführt werden könne. In Übereinstimmung mit Miklós Horthy vermied Kállay drastische Schritte und widerstand dem Druck der deutschen Regierung. Diese war mit Kállays halbherzigen Maßnahmen unzufrieden und verstärkte ab Oktober 1942 den Druck auf Ungarn, um durch gesetzgeberische Maßnahmen die völlige Entfernung der jüdischen Bevölkerung aus dem wirtschaftlichen und kulturellen Leben, das Tragen des Judensterns und schließlich die Deportation in die Vernichtungslager zu erreichen.
Im April 1943 verurteilte Hitler bei einer Besprechung mit Horthy die ungarische Behandlung der „Judenfrage“ als unentschlossen und wirkungslos. In diesem Jahr beschloss die Regierung unter Kállay die Eliminierung der Juden aus dem öffentlichen und kulturellen Leben, während der Anteil der Juden im Wirtschaftsleben durch einen Numerus clausus auf sechs Prozent beschränkt wurde. Gleichzeitig führte die Regierung Kállay im Laufe des Jahres 1943 und Anfang 1944 Geheimverhandlungen mit den westlichen Alliierten, um Ungarn aus dem Krieg herauszuhalten. Im Dezember 1943 wurden die Täter der juden- und serbenfeindlichen Ausschreitungen in der Batschka vom Januar 1942 vor ein Militärgericht gestellt. Dies wurde von deutscher Seite als Versuch angesehen, die ungarische Position bei Juden und Alliierten zu stärken, was die Spannungen zwischen Berlin und Budapest bedeutend vergrößerte.

### Unter deutscher Besatzung (1944–1945)
Siehe auch: Die Ermordung der ungarischen Juden

#### Vorbereitung für den Holocaust
Anfang März 1944 wurde in Berlin die Besetzung Ungarns („Fall Margarethe“) beschlossen. Als Argument für diesen Schritt diente von deutscher Seite unter anderem die vorgebliche Sabotage der „Endlösung der Judenfrage“ durch die ungarische Regierung. Bei Beginn der deutschen Besetzung Ungarns am 19. März 1944 waren bereits etwa 63.000 Juden den Verfolgungen zum Opfer gefallen.
Einige Tage vor der Besetzung, am 12. März 1944, begann Adolf Eichmann, Leiter des „Judenreferats“ im RSHA, in Mauthausen die Vorbereitungen zum Aufbau des Sondereinsatzkommandos zur Vernichtung der ungarischen Juden. Die meisten Mitglieder des Sonderkommandos, darunter Hermann Krumey und Dieter Wisliceny, kamen am Tag der Besetzung nach Budapest, während Eichmann zwei Tage später eintraf. Edmund Veesenmayer, neu ernannter Minister und Reichsbevollmächtigter, sowie SS- und Polizeiführer Otto Winkelmann erhielten von deutscher Seite besondere Vollmachten bezüglich jüdischer Angelegenheiten.
Am 22. März wurde eine neue Regierung mit Döme Sztójay als Premierminister aufgestellt. Sie bestand aus extremen Befürwortern des Nationalsozialismus, bereitwilligen Kollaborateuren mit Deutschland bei der Ausführung der „Endlösung“. Bereits am ersten Abend der Besatzung wurden hunderte von Juden in Budapest und anderen Städten verhaftet und in Internierungslagern wie beispielsweise in Kistarcsa und Sárvár festgehalten. Bis Mitte April stieg die Anzahl der Gefangenen auf etwa 8000 Personen.
Die jüdischen Organisationen wurden im ganzen Land aufgelöst, und am 20. März wurde in Budapest ein achtköpfiger Judenrat („Zsidó Tanács“) errichtet, der die deutschen Maßnahmen innerhalb der jüdischen Gemeinde durchsetzen sollte. Zudem ernannte die ungarische Regierung am 6. Mai einen „Provisorischen Exekutivausschuss der Jüdischen Föderation Ungarns“, der die vollständige Beachtung der antijüdischen Maßnahmen gewährleisten sollte. Da zu dieser Zeit die Juden außerhalb von Budapest schon in Ghettos konzentriert waren und das Gemeindeleben zu bestehen aufgehört hatte, war dieser Ausschuss eine bloße Fiktion mit dem zusätzlichen Ziel, den Regierungsmaßnahmen einen Anschein von Legalität zu verschaffen. Eine weitere Aufgabe dieser jüdischen Organisationen war die Sicherstellung der vollständigen Übertragung jüdischer Vermögenswerte. Die neue Regierung erließ über 100 Gesetze, um die Juden aus dem wirtschaftlichen und kulturellen Leben völlig auszuschließen. Betriebe in jüdischem Besitz wurden geschlossen, und Gegenstände im Wert von über 3000 Pengő wurden eingezogen.
Am 29. März 1944 wurde das Tragen des gelben Judensterns verordnet. Eine Mitte April geschlossene ungarisch-deutsche Vereinbarung sah zunächst vor, dass im Laufe der zwei folgenden Monate 100.000 arbeitsfähige Juden in deutsche Fabriken geschickt würden. Ende April wurde dieser Plan von deutscher Seite jedoch geändert, indem sämtliche Kriterien zur Arbeitsfähigkeit aufgehoben wurden und die Deportation der gesamten jüdischen Bevölkerung in Konzentrationslager gefordert wurde.

#### Der Holocaust in der Provinz

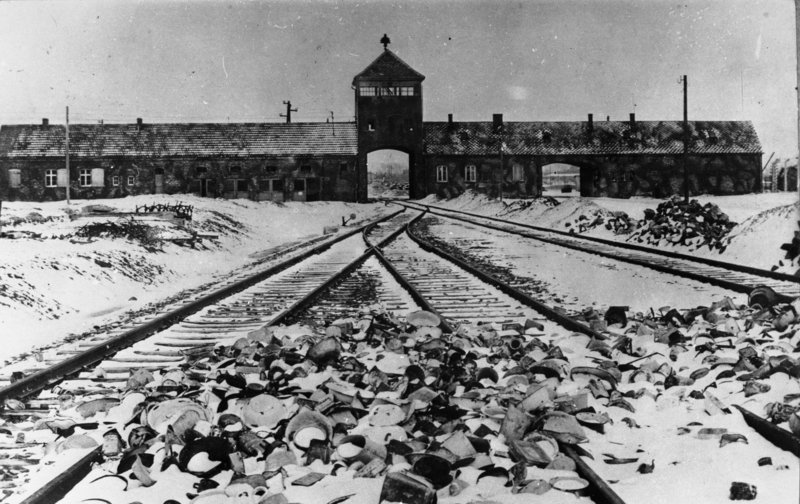
Etwa 95 % der von Mai bis Juli 1944 aus Ungarn deportierten Juden wurden nach Auschwitz geschickt. Foto vom Torhaus Auschwitz-Birkenau, aufgenommen von Stanisław Mucha nach der Befreiung des Lagers

Der planmäßige Massenmord an den Juden in Ungarn wurde zunächst in den Provinzen durchgeführt. Am 15. Mai 1944 begannen in Nordostungarn die Deportationen nach Auschwitz, mit täglichen Transporten von zwei- bis dreitausend Personen. Bis zum 9. Juli 1944 wurden laut Veesenmayers Berichten insgesamt 437.402 Juden aus den zu diesem Zweck errichteten fünf Zonen deportiert (Zone I: Transkarpatien, Zone II: Nordsiebenbürgen, Zone III: Nordwestungarn, Zone IV: Südungarn, Zone V: Transdanubien und Vorstädte von Budapest). Etwa 95 % der Deportierten wurden nach Auschwitz geschickt, wo unter dem Standortkommandanten Rudolf Höß großangelegte Vorbereitungen für ihren Massenmord (die so genannte „Ungarn-Aktion“) getroffen worden waren. Arbeitsfähige wurden zur „Vernichtung durch Arbeit“ auf 386 Außenlager in den von Deutschen besetzten Gebieten und im Deutschen Reich verteilt.
Seit der Vertreibung der letzten jüdischen Einwohner aus der Kleinstadt Kőszeg am 18. Juni 1944 ist die Synagoge von Kőszeg dem Verfall preisgegeben.

#### Der Holocaust in Budapest

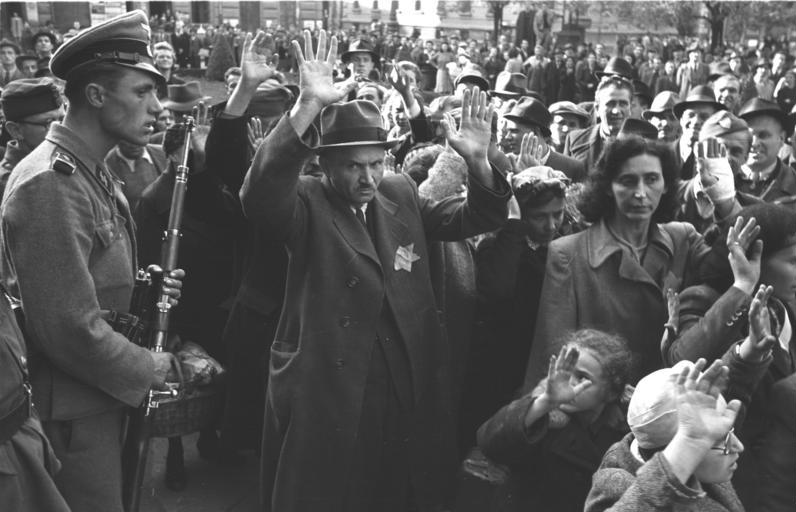
Ungarische und deutsche Soldaten treiben verhaftete Juden ins Stadttheater im Oktober 1944 (Aufnahme aus dem Bundesarchiv).

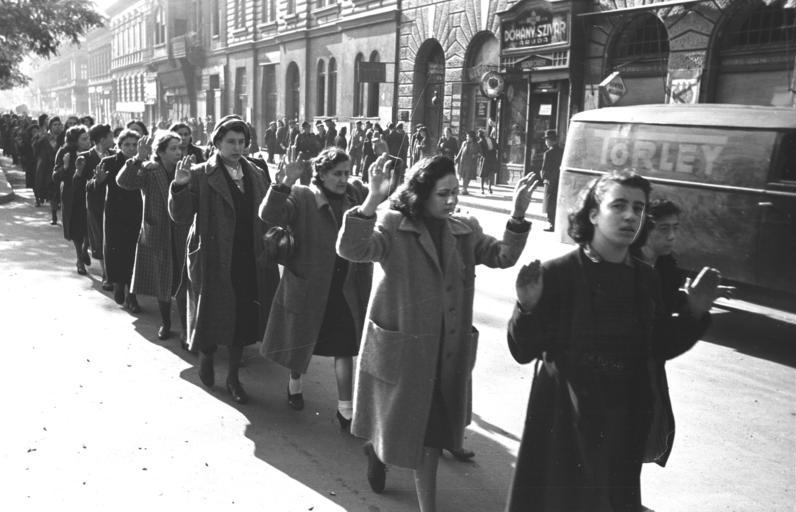
Verhaftete Juden auf der Wesselényi-Straße in Budapest, Oktober 1944

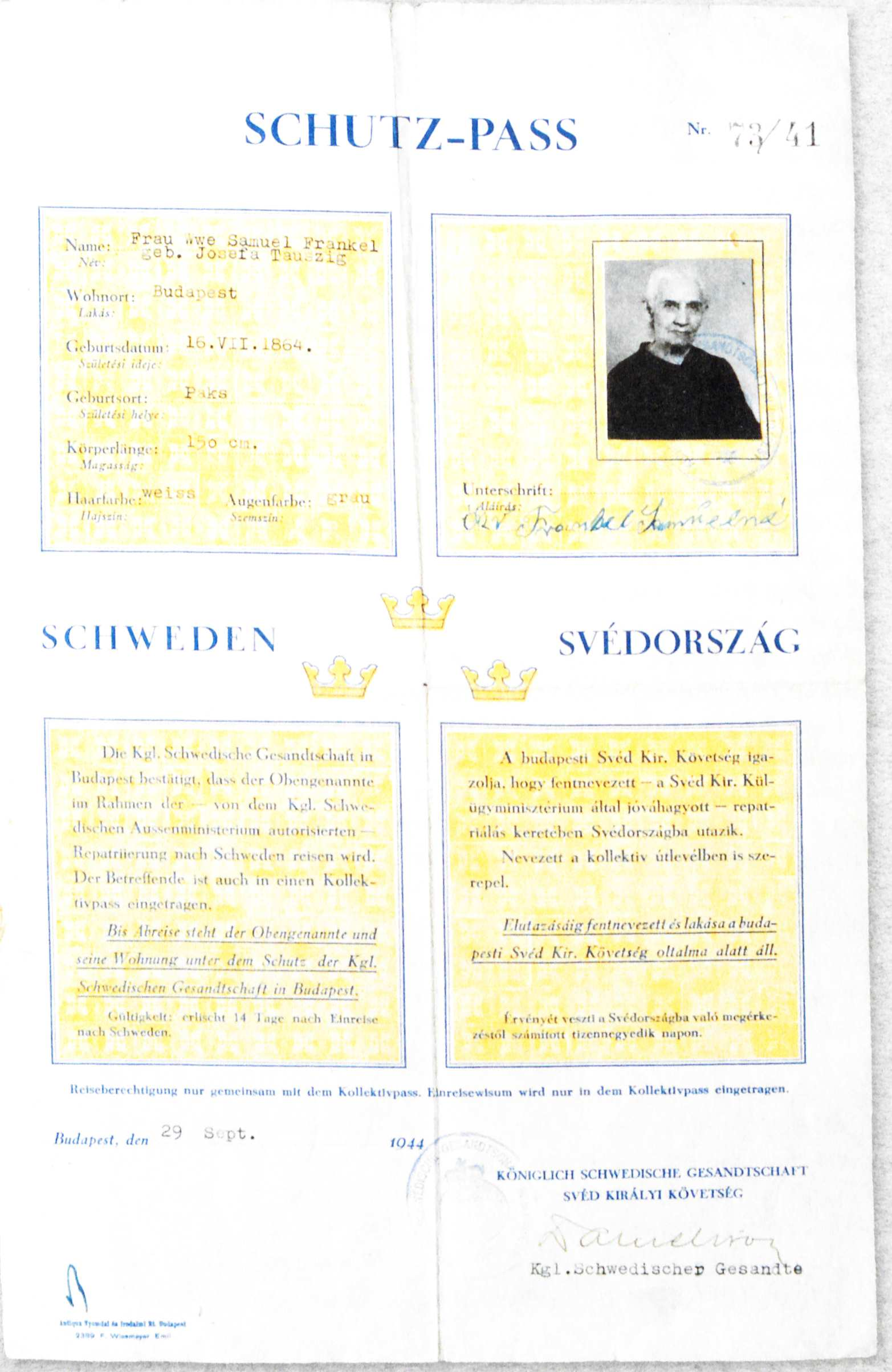
Schutzpass für Josefa Frankel, 29. September 1944

Nach dem Abschluss der Deportationen aus den ungarischen Provinzen verlagerten sich die Aktivitäten auf die Deportation der Budapester Juden nach ihrer vorherigen Ghettoisierung: In etwa 2000 Budapester Häusern, die mit einem gelben Stern gekennzeichnet wurden, sollten gemäß einer Verordnung des Innenministeriums vom 15. Juni 1944 etwa 220.000 Juden untergebracht werden. Am 25. Juni wurde zudem über die Budapester Juden ein Ausgehverbot verhängt.
Dank mehrerer ausländischer Interventionen ab Mai 1944 konnten zahlreiche Budapester Juden vor der Vernichtung gerettet werden. Im Januar 1943 hatte sich in Budapest ein zionistischer Hilfs- und Rettungsausschuss für Juden in den umliegenden Ländern gebildet. Die Leitung des Ausschusses hatte Otto Komoly, Rezsö Kasztner war Vizepräsident, und Joel Brand leitete Untergrundaktionen zur Rettung polnischer Juden. Brand wurde von Eichmann im Mai 1944 nach Istanbul geschickt, um bei Verhandlungen zwischen Deutschen und Alliierten den Austausch von ungarischen Juden gegen Kriegsmaterial, hauptsächlich Lastwagen, zu erreichen. Der Plan, bekannt unter dem Namen „Blut gegen Ware“, wurde schließlich nicht ausgeführt. Kasztner konnte mit Eichmann aber eine Vereinbarung abschließen, wonach am 30. Juni 1944 1658 ungarische Juden zu einem festgelegten Kopfpreis von 1000 Dollar Budapest in einem Zug verließen, der am 9. Juli zunächst in Bergen-Belsen eintraf. Am 18. August konnten 318 von ihnen in die Schweiz einreisen, am 6. Dezember weitere 1368 von ihnen. Im Juni 1944 veröffentlichten Medien (Zeitungen, Zeitschriften, Rundfunk) in der Schweiz, in weiteren neutralen sowie in alliierten Staaten Einzelheiten über das Schicksal der ungarischen Juden. In der Folge setzten sich zahlreiche Persönlichkeiten, darunter der schwedische König (Gustav V.), der Vatikan und das Internationale Komitee vom Roten Kreuz, ungarische protestantische Bischöfe sowie der ungarische Primas Serédi bei Horthy für die Einstellung der Deportationen ein. Diese Interventionen führten dazu, dass am 8. Juli die Einstellung der Deportationen beschlossen wurde, der Heinrich Himmler Ende Juli ebenfalls zustimmte. Zum selben Zeitpunkt wurden László Endre und László Baky, die zwei für die „Entjudung“ zuständigen Staatssekretäre des Innenministeriums, entlassen.
Ende August besserte sich die Lage, als die Regierung unter Sztójay von Horthy entlassen wurde und durch eine weniger deutschfreundliche Regierung unter General Géza Lakatos ersetzt wurde. Lakatos wurde am 15. Oktober von faschistischen Pfeilkreuzlern gestürzt; Ferenc Szálasi installierte eine faschistische Regierung.
Eichmann, der am 24. August aus Budapest abgereist war, kehrte am 17. Oktober zurück und nahm die Maßnahmen zur Deportation der Budapester Juden wieder auf. Diese wurden nun in zwei Gruppen aufgeteilt: Die Mehrheit wurde in einem zentralen Ghetto in Erzsébetváros eingeschlossen, während ein kleiner Teil in Häusern und Quartieren lebte, die unter dem Schutz neutraler Staaten standen. Der Schweizer Diplomat Friedrich Born, von 10. Mai 1944 bis Kriegsende Leiter der IKRK-Delegation in Budapest, rettete durch seine Aktivitäten über 10.000 Juden; ebenso die Schweizer Diplomaten Carl Lutz, Maximilian Jaeger und Harald Feller. Weitere später bekanntgewordene Helfer waren Angel Sanz Briz und Giorgio Perlasca (spanische Botschaft), Angelo Rotta (Apostolischer Nuntius des Heiligen Stuhls), der Schwede Raoul Wallenberg und der deutsche Gesandtschaftsrat Gerhart Feine.
Als einleitende Maßnahme im Vorfeld der Deportationen wurde die männliche jüdische Bevölkerung zwischen 16 und 60 Jahren für Zwangsarbeiten an Befestigungsanlagen eingesetzt. Die Deportationspläne sahen vor, dass im November 1944 zwei Transporte von je 50.000 Menschen in das Deutsche Reich verschickt werden sollten. Diese Pläne wurden infolge der militärischen Entwicklung an der Ostfront geändert. Schon Ende September begannen sowjetische Truppen Nordsiebenbürgen zu besetzen (siehe Ostkarpatische Operation), bald darauf wurden Ost-, Süd und Nordostungarn besetzt. Am 2. November erreichte die Rote Armee die Budapester Vorstädte, worauf die Schlacht um Budapest begann, bis Budapest am 18. Januar 1945 von sowjetischen Truppen besetzt wurde und die Ghettoinsassen befreit wurden. Unter diesen Umständen wurden die Zwangsarbeiter Richtung Westungarn getrieben. Am 8. November 1944 überquerten etwa 25.000 Budapester Juden die österreichische Grenze bei Hegyeshalom; später folgten bis zu 60.000 weitere. Sie wurden zum Bau des „Südostwalls“ herangezogen. Tausende von ihnen starben durch Hunger, Krankheit und die Strapazen oder wurden von Wachsoldaten erschossen (Massaker von Rechnitz und Massaker von Deutsch Schützen). Von den Juden, die in Budapest geblieben waren, starben bis zur sowjetischen Besetzung der Hauptstadt am 18. Januar 1945 etwa 98.000. Etwa 3.000 von ihnen wurden erschossen und in die Donau geworfen (siehe Schuhe am Donauufer).
Im Sommer 1944 misslang ein Versuch der Hagana, Juden ungarischer Abstammung aus Palästina als Fallschirmspringer in ungarisches Gebiet einzuschleusen. Sie wurden von der britischen Armee auf jugoslawischem Gebiet abgesetzt und erreichten von dort aus Ungarn, wurden jedoch gefangen genommen. Zwei von ihnen, Perez Goldstein und Hannah Szenes, wurden hingerichtet.
Einige Bemühungen neutraler Staaten zur Rettung von Budapester Juden erwiesen sich hingegen als erfolgreich. Bis Ende Oktober 1944 stellte der salvadorianische Konsulatssekretär George Mandel-Mantello über 1.600 Schutzpässe aus. Weitere tausende Schutzbriefe stellten die Schweizer Diplomaten Carl Lutz, Harald Feller und Friedrich Born, der schwedische Diplomat Raoul Wallenberg, der spanische Diplomat Ángel Sanz Briz (unterstützt vom italienischen Geschäftsmann Giorgio Perlasca), der Vertreter der Jewish Agency in Budapest Miklós (Moshe) Krausz und der Apostolische Nuntius Angelo Rotta aus. Diese Personen wurden von der israelischen Institution Yad Vashem als Gerechte unter den Völkern ausgezeichnet. Bis Ende 1944 standen 22.000 Budapester Juden unter diplomatischem Schutz neutraler Staaten oder des IKRK.
Von den 825.000 Menschen, die in Ungarn innerhalb der Grenzen von 1941 bis 1945 lebten und als Juden angesehen wurden, starben im Holocaust etwa 565.000 (68,5 %); die übrigen 260.000 überlebten.

### In der Volksrepublik Ungarn (1946–1989)
Die ersten Nachkriegsjahre waren von unsteten Wanderbewegungen gekennzeichnet. Einige Überlebende aus den Todes- und Arbeitslagern konnten in ihre früheren Häuser zurückkehren. Von den 473 Gemeinden, die vor dem Krieg bestanden hatten, wurden zunächst 266 wieder errichtet. Rund 200.000 Juden überlebten die Schoah in Ungarn. In den folgenden Jahren wurden jedoch die meisten Provinzstädte verlassen, mit Ausnahme einiger größerer Städte, beispielsweise Miskolc, Pécs, Debrecen und Szeged, wo bis heute jüdische Gemeinden bestehen.
Das Jahr 1946 war von zahlreichen Pogromen gekennzeichnet. Im Mai kam es zu einem Pogrom im Dorf Kunmadaras, im Juli zu einem weiteren in Miskolc, bei dem fünf Personen getötet wurden. Von 1946 bis 1952 beteiligte sich das American Joint Distribution Committee in hohem Ausmaß am Wiederaufbau der verarmten Gemeinden und gab 52 Millionen Dollar für Verpflegung, Wohlfahrt und Ausbildung aus. Im Zuge des Kalten Krieges verschlechterten sich die Beziehungen zwischen Ungarn und den USA, und 1953 mussten die Aktivitäten des Joint eingestellt werden. Nach der Umwandlung Ungarns in eine kommunistische Volksrepublik wurden zionistische Organisationen im März 1949 aufgelöst und deren Leiter zu Gefängnisstrafen verurteilt. Während des Ungarischen Volksaufstandes von 1956 verließen schätzungsweise 20.000 Juden Ungarn.
Seit dem Ende des Zweiten Weltkriegs waren die Beziehungen der Juden in Ungarn zu ihren Glaubensgenossen in anderen Ländern starken Änderungen unterworfen. In den ersten Nachkriegsjahren war Ungarn zunächst im Jüdischen Weltkongress vertreten und entsandte Vertreter an internationale jüdische Konferenzen. Nach der kommunistischen Machtübernahme wurden diese Kontakte reduziert, lebten jedoch im Laufe der Sechzigerjahre während des „Gulaschkommunismus“ wieder auf. Das Rabbinerseminar Budapest unter der Leitung von Alexander Scheiber war zu dieser Zeit die einzige Institution ihrer Art in ganz Osteuropa. Die diplomatischen Beziehungen zu Israel, die 1948 aufgenommen wurden und im Sechstagekrieg 1967 nach dem Beispiel der Sowjetunion abgebrochen worden waren, wurden im Zuge der demokratischen Reformen anfangs der Neunzigerjahre wiederhergestellt.
Wie in den anderen kommunistischen Staaten Europas gab es auch in Ungarn offiziell weder Nationalismus noch Antisemitismus. Judenfeindschaft existierte allerdings in den meisten kommunistischen Staaten unter dem Deckmantel des Antikapitalismus weiter. Die religiösen Einschränkungen betrafen auch die jüdischen Ungarn.

### Im heutigen Ungarn (seit 1989)

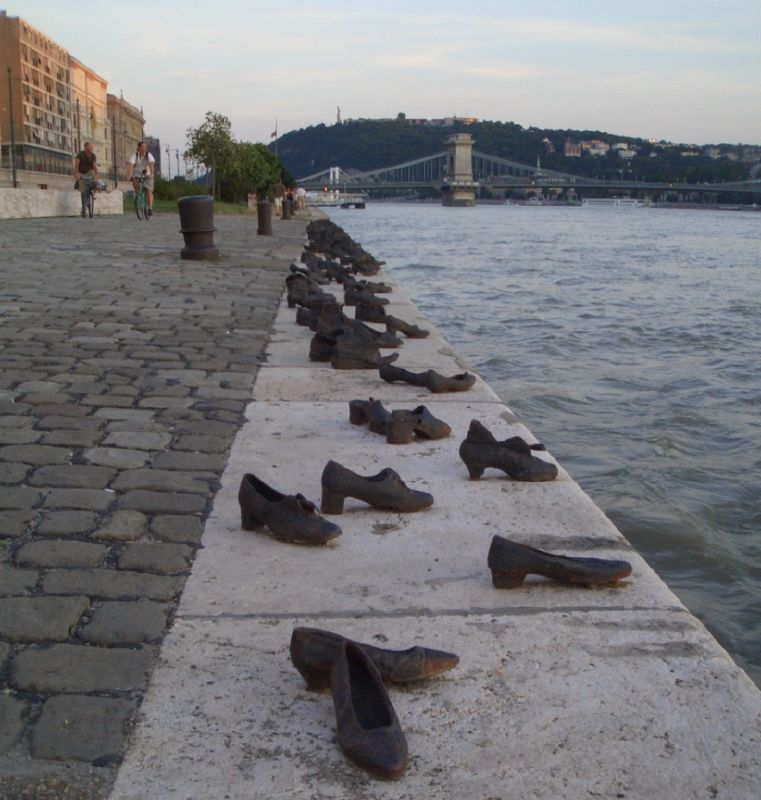
Schuhe am Donauufer, Budapest

Mit dem Ende der kommunistischen Ära veränderte sich die Situation der Juden grundlegend. Es entstanden jüdische Vereinigungen, die das kulturelle und religiöse Erbe wieder beleben.
Am 15. April 2004, 60 Jahre nach Beginn der Ghettoisierung und der Deportationen der ungarischen Juden, wurde das Holocaust-Dokumentationszentrum Budapest eröffnet. Es ist das fünfte seiner Art weltweit und das erste Osteuropas.
Im April 2005 wurde südlich des Parlaments in Budapest ein Mahnmal des Künstlers Gyula Pauer errichtet. Entlang des Donauufers stehen 60 Paar Schuhe aus Metall, die an die dortigen Erschießungen von Juden in den letzten Kriegswochen erinnern.
Heute leben in Ungarn schätzungsweise 80–90.000 Juden. Damit ist sie die viertgrößte Gemeinde in Europa. Die überwiegende Mehrheit von ihnen, 60–70.000, lebt in der Hauptstadt Budapest. Hier gibt es etwa 20 Synagogen und zahlreiche Einrichtungen zur Förderung des religiösen Lebens, der Wohlfahrt und der Ausbildung.

## Demografie
| Jahr              | 1735   | 1787   | 1840    | 1869    | 1900    | 1914       | 1945    | 1965       | 1983       | 2001       |
| Gesamtbevölkerung |        |        |         |         |         | 17.000.000 |         | 10.146.000 | 10.713.000 | 10.100.000 |
| Juden             | 11.621 | 81.000 | 200.000 | 542.000 | 850.000 | 1.000.000  | 200.000 | 80.000     | 65.000     | 80.000     |
| Anteil            |        |        |         |         | 4 %     | 6 %        |         | 0,788 %    | 0,607 %    |            |

Quellen: 1735:;
1787:; 1840:;
1869:;
1900:;
1914:;
1945:
1965:
1983:
2001:

## Oberrabbiner
Eine Liste der Oberrabbiner von Ungarn enthält die Aufstellung: → Staaten in Europa unter Ungarn.
Eine Liste der Oberrabbiner von Budapest enthält die Aufstellung: → Städte in Europa unter Budapest und Sátoraljaújhely.

## Personen
Personen ungarisch-jüdischer Abstammung oder jüdische Personen mit Bezug zu Ungarn sind unter vielen anderen:

### Kunst
- Paul Abraham (1892–1960), Komponist
- Emma Adler (1858–1935), Journalistin
- Béla Balázs (1884–1949), Filmkritiker
- Róbert Berény (1887–1953), Maler
- Leo Castelli (1907–1999), Kunsthändler
- George Cukor (1899–1983), Filmregisseur
- Tony Curtis (1925–2010), Filmschauspieler
- Michael Curtiz (1886–1962), Filmregisseur
- Dezső Czigány (1883–1937), Maler
- Béla Czóbel (1883–1976), Künstler
- Gábor Darvas (1911–1985), Komponist
- Tibor Déry (1894–1977), Schriftsteller
- Marta Eggerth (1912–2013), Operettensängerin
- Judit Elek (* 1937), Drehbuchautorin
- György Faludy (1910–2006), Schriftsteller
- Ádám Fischer (* 1949), Dirigent
- Annie Fischer (1914–1995), Pianistin
- William Fox (1879–1952), Filmproduzent
- Ferenc Fricsay (1914–1963), Dirigent
- Milán Füst (1888–1967), Schriftsteller
- Tibor Gergely (1900–1978), Illustrator
- Karl Goldmark (1830–1915), Komponist
- John Hirsch (1930–1989), Theaterdirektor
- Harry Houdini (1874–1926), Zauberkünstler
- Joseph Joachim (1831–1907), Violinist
- Gyula Kabos (1887–1941), Filmkomiker
- Emmerich Kálmán (1882–1953), Komponist
- Katalin Karády (1910–1990), Filmschauspielerin und Sängerin
- István Kardos (1891–1975), Komponist und Dirigent
- Peter Kassovitz (* 1938), Filmregisseur
- Oskar Kaufmann (1873–1956), Architekt
- Ákos Kertész (1932–2022), Schriftsteller
- André Kertész (1894–1985), Fotograf
- Imre Kertész (1929–2016), Schriftsteller
- István Kertész (1929–1973), Dirigent
- Ephraim Kishon (1924–2005), Satiriker
- Arthur Koestler (1905–1983), Schriftsteller
- György Konrád (1933–2019), Autor
- Alexander Korda (1893–1956), Filmproduzent
- Vincent Korda (1896–1979), Filmarchitekt
- Zoltan Korda (1895–1961), Filmregisseur
- Joseph Kosma (1905–1969), Komponist
- György Kurtág (* 1926), Komponist
- Béla Lajta (1873–1920), Architekt
- Paul László (1900–1993), Architekt
- Olga Lengyel (1908–2001), Kunstsammlerin
- Anna Lesznai (1885–1966), Schriftstellerin
- György Ligeti (1923–2006), Komponist
- László Moholy-Nagy (1895–1946), Maler
- Ferenc Molnár (1878–1952), Schriftsteller
- Martin Munkácsi (1896–1963), Fotograf
- Péter Nádas (* 1942), Schriftsteller
- Ivan Nagel (1931–2012), Theaterwissenschaftler
- István Örkény (1912–1979), Schriftsteller
- Ödön Pártos (1907–1977), Komponist
- Joe Pasternak (1901–1991), Filmproduzent
- Bertalan Pór (1880–1964), Maler
- Emeric Pressburger (1902–1988), Drehbuchautor
- Miklós Radnóti (1909–1944), Dichter
- Jenő Rejtő (1905–1943), Schriftsteller
- Ede Reményi (1828–1898), Violinist
- Márk Rózsavölgyi (1789–1848), Komponist
- Iván Sándor (* 1930), Schriftsteller
- András Schiff (* 1953), Pianist
- Rezső Seress (1899–1968), Komponist
- Paul Simon (* 1941), Musiker
- Georg Solti (1912–1997), Dirigent
- János Starker (1924–2013), Cellist
- István Szabó (* 1938), Filmregisseur
- Szöke Szakall (1883–1955), Theaterschauspieler
- István Székely (1899–1979), Filmregisseur
- Mihály Székely (1901–1963), Sänger
- Ernő Szép (1884–1953), Schriftsteller
- Antal Szerb (1901–1945), Schriftsteller
- Joseph Szigeti (1892–1973), Violinvirtuose
- Lajos Tihanyi (1885–1938), Maler
- Alexandre Trauner (1906–1993), Szenenbildner
- Katalin Vidor (1903–1976), Schriftstellerin
- László Weiner (1916–1944), Pianist
- Leó Weiner (1885–1960), Komponist
- Eva Zeisel (1906–2011), Industriedesignerin
- Zoltán Zelk (1906–1981), Schriftsteller
- Adolph Zukor (1873–1976), Filmproduzent

### Politik
- György Aczél (1917–1991), Politiker
- Robert Capa (1913–1954), Kriegsreporter
- Miksa Fenyő (1877–1972), Journalist
- Leó Frankel (1844–1896), Politiker
- Theodor Herzl (1860–1904), Schriftsteller und Journalist, Begründer des Zionismus
- André Kostolany (1906–1999), Journalist
- Béla Kun (1886–1938), Politiker
- Tom Lantos (1928–2008), Politiker
- Max Nordau (1849–1923), Politiker, bedeutender Vertreter des Zionismus
- Joseph Pulitzer (1847–1911), Journalist
- Mátyás Rákosi (1892–1971), Politiker
- Rosika Schwimmer (1877–1948), Feministin
- Tibor Szamuely (1890–1919), Politiker
- Hannah Szenes (1921–1944), Widerstandskämpferin
- Béla Zsolt (1895–1949), Journalist

### Religion
- Wilhelm Bacher (1850–1913), Direktor des Rabbinerseminars
- Ludwig Blau (1861–1936), Direktor des Rabbinerseminars
- Aaron Chorin (1766–1844), Rabbiner
- Michael Guttmann (1872–1942), Direktor des Rabbinerseminars
- David Kaufmann (1852–1899), Direktor des Rabbinerseminars
- Immanuel Löw (1854–1944), Rabbiner
- Leopold Löw (1811–1875), Rabbiner
- Sándor Scheiber (1913–1985), Direktor des Rabbinerseminars
- Moses Sofer (1762–1839), Rabbiner
- Ignaz Trebitsch-Lincoln (1879–1943), Theologe
- Isaak Tyrnau (14. Jahrhundert) Rabbiner
- Samson Wertheimer (1658–1724), Rabbiner

### Sport
- Victor Barna (1911–1972), Tischtennisspieler
- István Barta (1895–1948), Wasserballspieler
- László Bellák (1911–2006), Tischtennisspieler
- Ödön Bodor (1882–1927), Leichtathlet
- György Bródy (1908–1967), Wasserballspieler
- Rudolf Charousek (1873–1900), Schachspieler
- Ibolya Csák (1915–2006), Leichtathletin
- Ilona Elek (1907–1988), Fechterin
- László Fábián (1936–2018), Kanute
- Dezső Földes (1880–1950), Fechter
- Jenő Fuchs (1882–1955), Fechter
- János Garay (1889–1945), Fechter
- György Gedó (1949), Boxer
- Sándor Gellér (1925–1996), Fußballspieler
- Oszkár Gerde (1883–1944), Säbelfechter
- Sándor Gombos (1895–1968), Säbelfechter
- Isidor Gunsberg (1854–1930), Schachspieler
- Béla Guttmann (1899–1981), Fußballspieler
- Alfréd Hajós (1878–1955), Schwimmer
- Endre Kabos (1906–1944), Säbelfechter
- György Kárpáti (1935–2020), Wasserballspieler
- Károly Kárpáti (1906–1996), Ringer
- Ágnes Keleti (1921–2025), Kunstturnerin
- Ferenc Kemény (1860–1944), Sportfunktionär
- Mór Kóczán (1885–1972), Speerwerfer
- Ignaz von Kolisch (1837–1889), Schachspieler
- Zsuzsa Körmöczy (1924–2006), Tennisspielerin
- Lily Kronberger (1890–1974), Eiskunstläuferin
- Andor Lilienthal (1911–2010), Schachspieler
- Johann Jacob Löwenthal (1810–1876), Schachspieler
- Gyula Mándi (1899–1969), Fußballspieler
- Mihály Mayer (1933–2000), Wasserballspieler
- Attila Petschauer (1904–1943), Fechter
- Judit Polgár (1976), Schachspielerin
- Zsófia Polgár (1974), Schachspielerin
- Zsuzsa Polgár (1969), Schachspielerin
- Richard Réti (1889–1929), Schachspieler
- Emília Rotter (1906–2003), Eiskunstläuferin
- Miklós Sárkány (1908–1998), Wasserballspieler
- Zoltán Schenker (1880–1966), Fechter
- Adolf Schwarz (1836–1910), Schachspieler
- Gusztáv Sebes (1906–1986), Fußballspieler
- Anna Sipos (1908–1988), Tischtennisspielerin
- Endre Steiner (1901–1944), Schachspieler
- Herman Steiner (1905–1955), Schachspieler
- Lajos Steiner (1903–1975), Schachspieler
- Miklós Szabados (1912–1962), Tischtennisspieler
- László Szabó (1917–1998), Schachspieler
- Éva Székely (1927–2020), Schwimmerin
- Judit Temes (1930–2013), Schwimmerin
- Ildikó Ujlakiné-Rejtő (1937) Fechterin
- Lajos Werkner (1883–1943), Fechter
- László Papp (1926–2003), Boxer

### Wirtschaft und Finanzen
- Samuel Fischer (1859–1934), Verleger
- Ignaz von Kolisch (1837–1889), Bankier, Schachspieler
- Gedeon Richter (1872–1944), Apotheker und Begründer der modernen ungarischen Pharmaindustrie
- George Soros (1930), Investor

### Wissenschaft
- Michael Balint (1896–1970), Psychoanalytiker
- László József Bíró (1899–1985), Erfinder
- Raoul Bott (1923–2005), Mathematiker
- Edith Eger (1927), Psychologin
- Arthur Erdélyi (1908–1977), Mathematiker
- Paul Erdős (1913–1996), Mathematiker
- Leopold Fejér (1880–1959), Mathematiker
- Michael Fekete (1886–1957), Mathematiker
- Sándor Ferenczi (1873–1933), Psychoanalytiker
- Milton Friedman (1912–2006), Wirtschaftswissenschaftler
- Dennis Gábor (1900–1979), Physiker
- Tibor Gallai (1912–1992), Mathematiker
- David Gestetner (1854–1939), Erfinder
- Peter Carl Goldmark (1906–1977), Ingenieur
- Ignaz Goldziher (1850–1921), Orientalist
- Andrew Grove (1936–2016), Ingenieur und Unternehmer (Intel)
- Alfréd Haar (1885–1933), Mathematiker
- Paul Halmos (1916–2006), Mathematiker
- Ágnes Heller (1929–2019), Philosophin
- Avram Hershko (1937) Biochemiker
- Nicholas Kaldor (1908–1986), Wirtschaftswissenschaftler
- Rudolf Kálmán (1930–2016), Mathematiker
- Theodore von Kármán (1881–1963), Physiker
- Jacob Katz (1904–1998), Sozialhistoriker
- John G. Kemeny (1926–1992), Mathematiker
- Dénes König (1884–1944), Mathematiker
- Julius König (1849–1913), Mathematiker
- János Kornai (1928–2021), Wirtschaftswissenschaftler
- Imre Lakatos (1922–1974), Mathematiker
- Cornelius Lanczos (1893–1974), Mathematiker
- Peter Lax (1926–2025), Mathematiker
- Gottlieb William Leitner (1840–1899), Orientalist
- Georg Lukács (1885–1971), Philosoph
- John Lukacs (1924–2019), Historiker
- John von Neumann (1903–1957), Mathematiker
- George A. Olah (1927–2017), Chemiker
- Rózsa Péter (1905–1977), Mathematiker
- László Polgár (1946) Pädagoge
- Georges Politzer (1903–1942), Philosoph
- George Pólya (1887–1985), Mathematiker
- Sándor Radó (1899–1981), Geograf
- Tibor Radó (1895–1965), Mathematiker
- Alfréd Rényi (1921–1970), Mathematiker
- Frigyes Riesz (1880–1956), Mathematiker
- Marcel Riesz (1886–1969), Mathematiker
- Géza Róheim (1891–1953), Psychoanalytiker
- David Schwarz (1850–1897), Erfinder
- René A. Spitz (1887–1974), Psychoanalytiker
- Otto Szász (1884–1952), Mathematiker
- Gábor Szegő (1895–1985), Mathematiker
- Leo Szilard (1898–1964), Physiker
- Leopold Szondi (1893–1986), Psychoanalytiker
- Edward Teller (1908–2003), Physiker
- László Tisza (1907–2009), Physiker
- Pál Turán (1910–1976), Mathematiker
- Hermann Vámbéry (1832–1913), Orientalist
- Geza Vermes (1924–2013), Orientalist
- Abraham Wald (1902–1950), Mathematiker
- Charles Weissmann (1931) Biologe
- Eugene Paul Wigner (1902–1995), Physiker

### Bilder

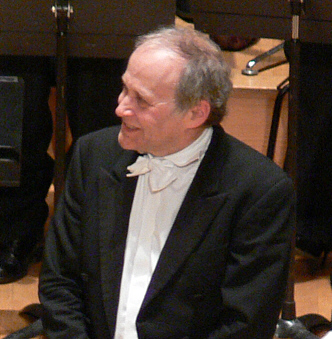
Adam Fischer, 2008
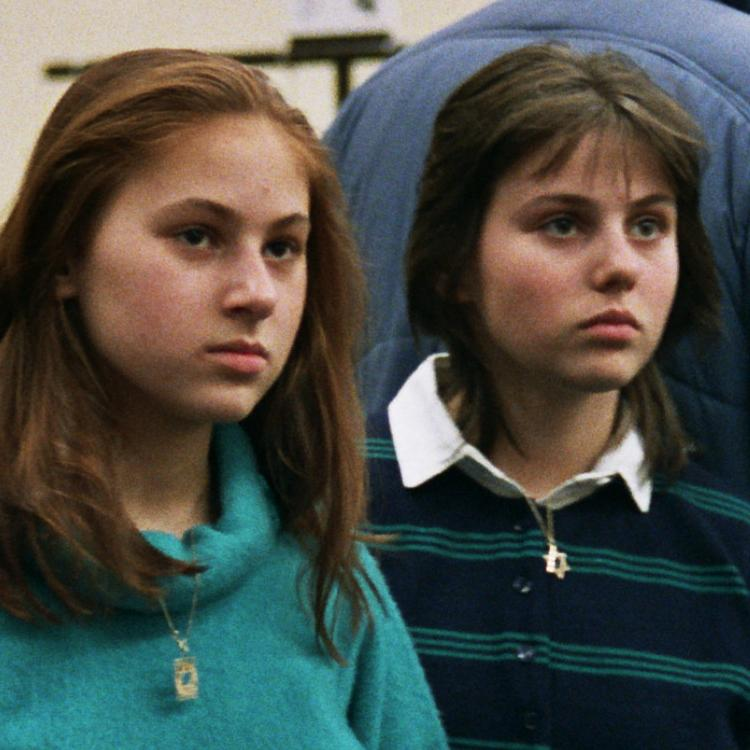
Judit und Zsófia Polgár, Schacholympiade 1988
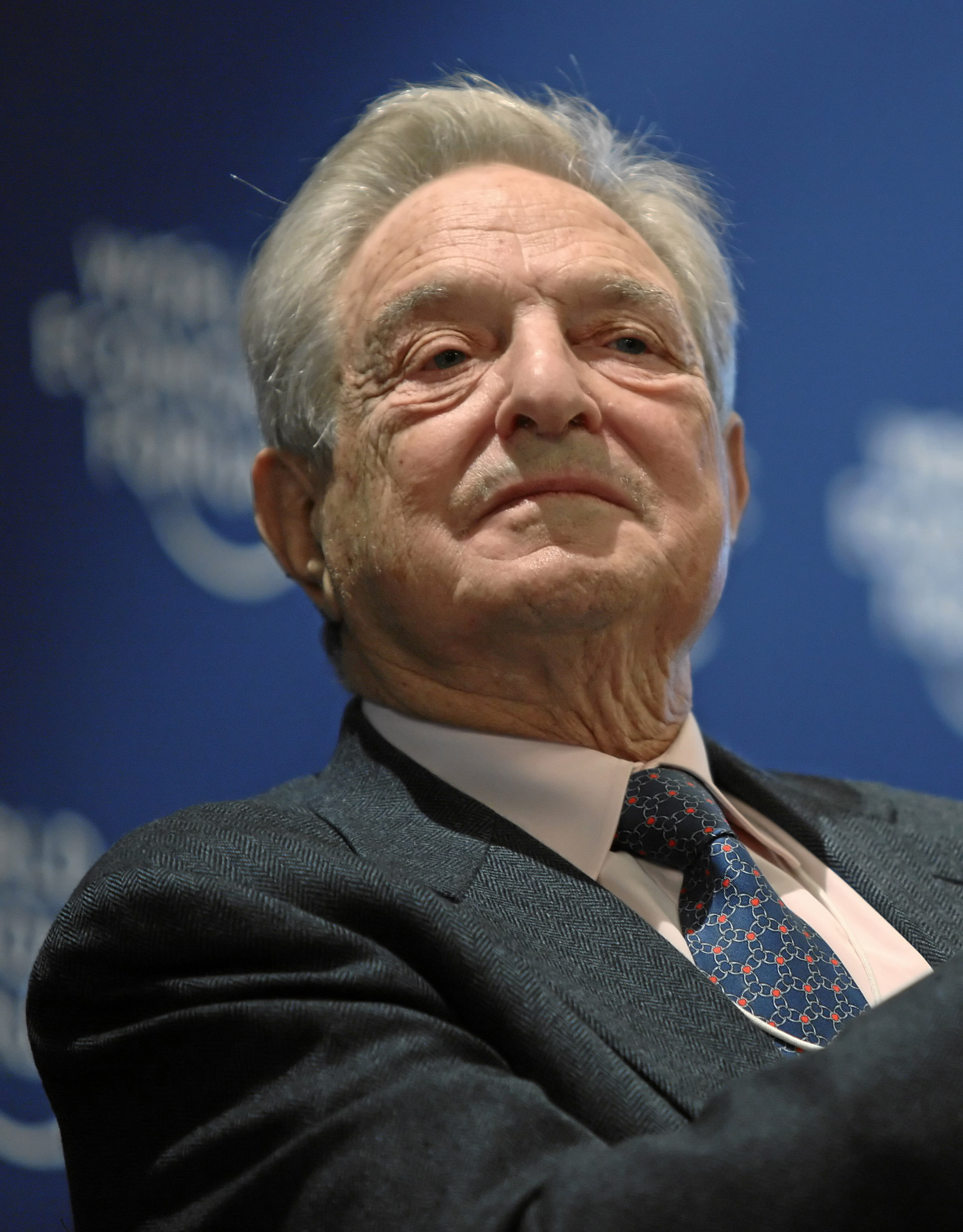
George Soros, 2010
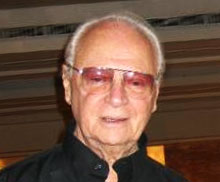
Ephraim Kishon
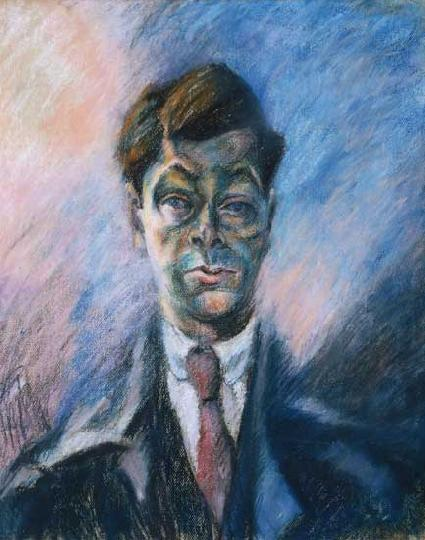
Lajos Tihanyi, Selbstporträt

### Gemeinden
- Kisvárda (Kleinwardein)
- Das alte Judenviertel in Budapest

### Synagogen
Zu den ungarischen Synagogen siehe die zwei Listen:
- Liste von Synagogen in Ungarn
- Liste der Synagogen in Budapest